# 沃爾夫岡·金德爾

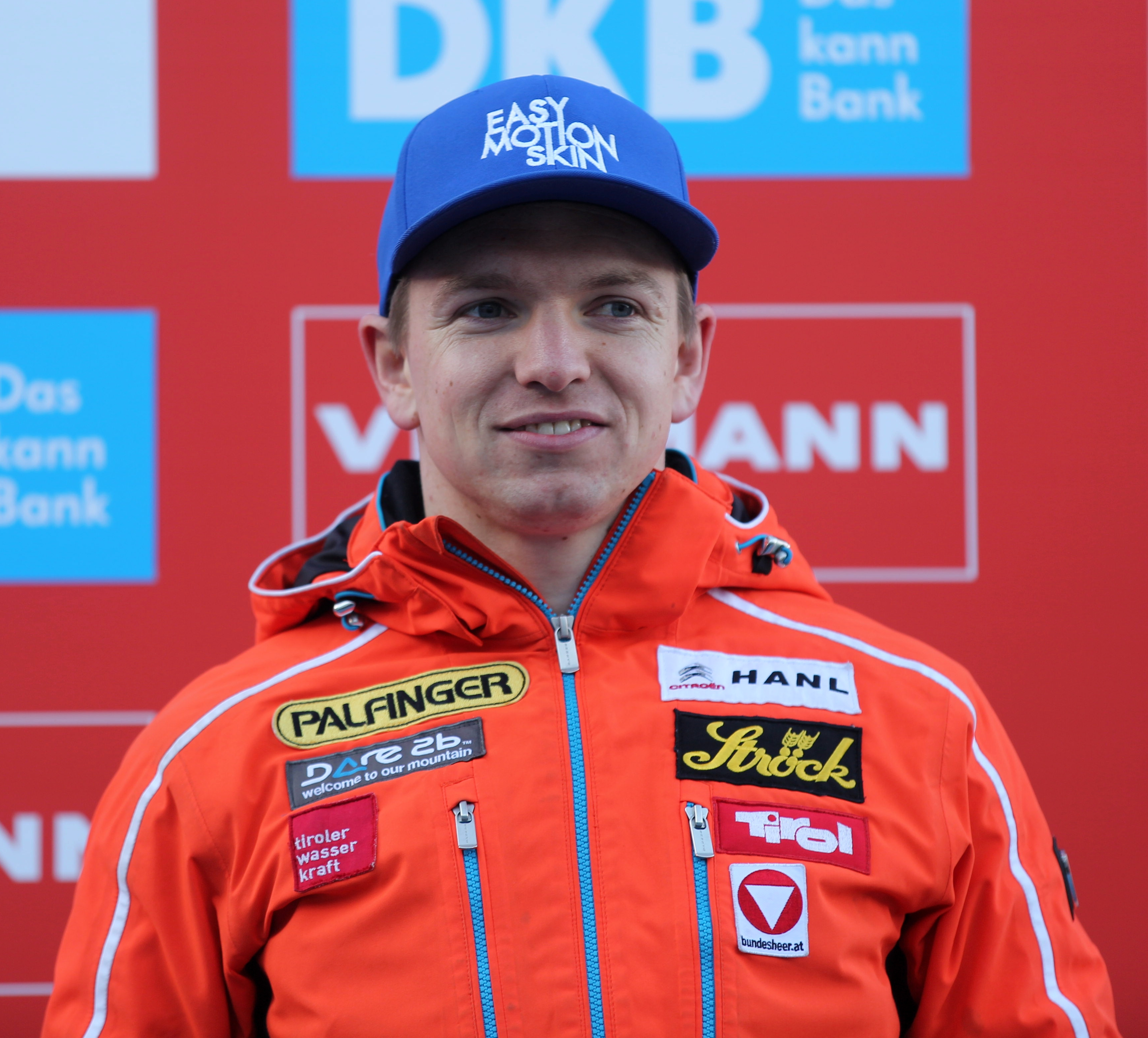
沃尔夫冈·金德尔，2017年

沃爾夫岡·金德爾（德語：Wolfgang Kindl，1988年4月18日—），奧地利雪橇運動員，他代表奧地利隊參加了中國舉行的2022年冬季奧林匹克運動會，並且在男子單人比賽上獲得銀牌。